# 257 км (зупинний пункт)
257 кіломе́тр — зупинний пункт Криворізької дирекції Придніпровської залізниці на магістральній лінії Мерефа — Херсон, ділянка Нижньодніпровськ-Вузол — Апостолове. До 1998 року -  Роз'їзд 257 км.
Розташована неподалік від села Маяк Солонянського району Дніпропетровської області між станціями Привільне (247 км магістралі) та Рясна (267 км магістралі).
На зупинному пункті розташовані споруди, які є типовими для лінії Нижньодніпровськ-Вузол — Апостолове: стара низька (довга) пасажирська платформа біля демонтованої бічної приймально-відправної колії, яка обслуговувала колишній Роз'їзд 257 км, нова (коротка) низька пасажирська платформа біля головної колії магістралі, залізобетонний павільйон з квитковою касою (каса законсервована) та навісом. 

## Пасажирське сполучення
Біля пасажирської платформи  зупинного пункту 257  км, до 01 лютого 2024 року,  щоденно зупинялись приміські поїзди локомотивної тяги сполученням Дніпро — Апостолове. З 01.02.2024 р. слідують без зупинки. 
| Рух приміських поїздів по зупинному пункту 257 км |                                |                          |
| №                                                 | Маршрут сполучення             | Періодичність курсування |
| 6402                                              | Апостолове — Дніпро-Лоцманська | Щоденно (без зупинки)    |
| 6405                                              | Дніпро-Лоцманська — Апостолове | Щоденно (без зупинки)    |
| 6408                                              | Апостолове — Дніпро-Лоцманська | Щоденно (без зупинки)    |
| 6409                                              | Дніпро-Лоцманська — Апостолове | Щоденно (без зупинки)    |

Історія пасажирського сполучення:
- До 2004 року біля пасажирської платформи колишнього Роз’їзду 257 км зупинялись такі приміські поїзди: № 6403/6406, № 6407/6408, № 6409/6412 Дніпропетровськ-Південний — Лошкарівка та №  6419/6418 Дніпропетровськ-Південний — Єлізарове. Після їх скасування було призначено приміські поїзди сполученням: № 6403/6406, № 6407/6408, № 6409/6402 Дніпропетровськ-Південний — Апостолове та № 6407/6404 Дніпропетровськ-Південний — Кривий Ріг, які курсували до 2018 року;
- З 2018 року біля платформи зупинного пункту  зупиняються лише приміські поїзди локомотивної тяги  сполученням № 6405/6408, № 6409/6402 Дніпро — Апостолове.

Окрім обслуговування приміських поїздів на колишньому Роз’їзді 257 км (зупинному пункті 3 1998 року), в минулі роки, проводилась посадка/висадка пасажирів пасажирських поїздів місцевого та далекого сполучення:
- До 1975 року - пасажирський поїзд № 63/64 Лоцманська – Херсон; пасажирський поїзд № 285/286 Лоцманська – Херсон; пасажирський поїзд № 285/286 Лоцманська – Апостолове (зупинки при слідуванні в непарному та парному напрямках);
- 1997 – 2001 рр. – нічний пасажирський поїзд в місцевому сполученні  № 641/642 Дніпропетровськ — Апостолове (зупинки при слідуванні в непарному та парному напрямках);
- 2001 – 2003 рр. – нічний пасажирський поїзд № 629/630 Дніпропетровськ – Миколаїв (зупинки при слідуванні в непарному та парному напрямках);
- 2003 – 2004 рр. – нічний пасажирський поїзд в місцевому сполученні  № 629/630 Дніпропетровськ – Апостолове (зупинки при слідуванні в непарному та парному напрямках).